# Епархия Чонджу

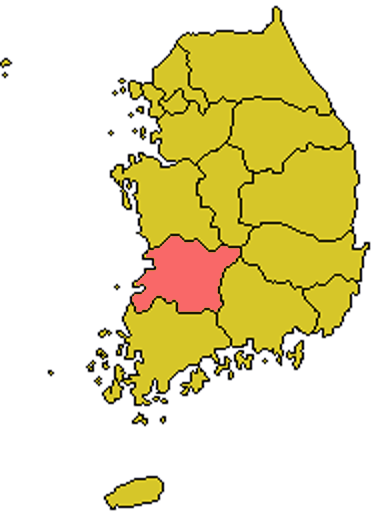
Территория епархии Чонджу на карте Южной Кореи

Епархия Чонджу (лат. Dioecesis Ieoniuensis) — епархия Римско-Католической церкви с центром в городе Чонджу, Южная Корея. Епархия Чонджу входит в митрополию Кванджу.

## История
25 апреля 1937 года папа Римский Пий XI выпустил буллу Quidquid ad Christi, которой учредил aпостольскую префектуру Чонджу, выделив его из апостольского викариата Тэгу (сегодня — Архиепархия Тэгу).
21 января 1957 года Римский папа Пий XII выпустил буллу In apostolica praefectura, которой преобразовал апостольский префектура Чонджу в апостольского викариата.
10 марта 1962 года Римский папа Иоанн XXIII издал буллу Fertile Evangelii semen, которой преобразовал апостольский викариат Чонджу в епархию.

## Ординарии епархии
- епископ Стефано Ким Ян Хон (1937—1941);
- епископ Паоло Чу Джэ Ён (1941—1947);
- епископ Бартоломео Ким Хён Бэ (1947—1960);
- епископ Педро Хан Гон Рёль (1961—1971);
- епископ Аугустино Ким Джэ Док (1973—1981);
- епископ Микаель Пак Чон Иль (1982—1988);
- епископ Винченцо Ли Бён Хо (1990 — по настоящее время).